# Torneo de Auckland 2011
El Torneo de Auckland es un torneo de tenis jugado en cancha dura, perteneciente a la serie ATP World Tour 250, que se disputa en Auckland, Nueva Zelanda, en el ASB Tennis Centre desde el 10 al 16 de enero. Mientras que por parte de la WTA es un torneo de talla International, que lleva por nombre ASB Clasic Open y es celebrado una semana antes que el masculino, en esta ocasión se celebró del 4 al 10 de enero.

## Campeones
- Individuales masculinos:  David Ferrer derrota a  David Nalbandian por 6-3 y 6-2.

- Individuales femeninos:  Greta Arn derrota a  Yanina Wickmayer por 6-3 y 6-3.

- Dobles masculinos:  Marcel Granollers/Tommy Robredo  derrotan a  Johan Brunström/Stephen Huss  por 6-4 y 7-6(6).

## Cabezas de serie
Se muestra el número de ubicación, la ronda máxima alcanzada, el rival y el marcador.

### Cabezas de serie (individuales)
| N° | Jugador               | Ronda            | Rival            | Marcador          |
| 1. | David Ferrer          | Campeón          | David Nalbandian | 6-3 y 6-2         |
| 2. | Nicolas Almagro       | Semifinal        | David Nalbandian | 2-6 y 4-6         |
| 3. | John Isner            | Cuartos de final | David Nalbandian | 4-6 y 6-7(3)      |
| 4. | Albert Montañés       | 2ª Ronda         | Santiago Giraldo | 3-6, 6-4 y 4-6    |
| 5. | Juan Mónaco           | 1ª Ronda         | Adrian Mannarino | 4-6 y 3-6         |
| 6. | David Nalbandian      | Final            | David Ferrer     | 3-6 y 2-6         |
| 7. | Thomaz Bellucci       | Cuartos de final | Santiago Giraldo | 2-6 y 4-6         |
| 8. | Philipp Kohlschreiber | Cuartos de final | David Ferrer     | 3-6, 7-6(4) y 6-3 |

### Cabezas de serie (dobles)
| N° | Pareja                               | Ronda     | Rivales                             | Marcador     |
| 1. | Robert Lindstedt/ Horia Tecau        | Retiro    | Retiro                              | Retiro       |
| 2. | Marcel Granollers / Tommy Robredo    | Campeones | Johan Brunström / Stephen Huss      | 6-4 y 7-6(6) |
| 3. | Michael Kohlmann/ Philipp Petzschner | 1ª Ronda  | Daniel Gimeno-Traver/ David Marrero | 5-7, 4-6     |
| 4. | Nicolas Almagro / Marc López         | Semifinal | Marcel Granollers / Tommy Robredo   | 6-7(1) y 2-6 |